# Anna Claire Clouds
Anna Claire Clouds, née le 15 février 1995 à Nashville dans le Tenessee, est une actrice pornographique américaine. Elle a commencé sa carrière en 2018. Entrepreneuse et créatrice de contenu, elle s’est imposée comme l’une des interprètes les plus en vue, cumulant plus de 300 scènes et remportant plusieurs distinctions, dont le prix d’Interprète Féminine de l’année en 2025.

## Biographie

### Jeunesse et vie avant le porno
Née et élevée dans une petite ville près de Nashville dans le Tennessee, Anna Claire Clouds a grandi en pleine nature, partageant son temps entre les lacs et les forêts de la région. Après des études universitaires dans le Tennessee, elle déménage dans l’Ouest des États-Unis, travaillant comme mannequin et go-go danseuse dans le Colorado et à Las Vegas avant de s’installer à Los Angeles.

## Carrière
À ses débuts, elle apparaît dans plusieurs clips de musique country et se sent rapidement à l’aise devant la caméra. Son intérêt pour l’industrie du X naît après avoir lancé un Premium Snapchat, où elle découvre un espace d’expression libre et lucratif. Après un an de recherches sur les agences, elle signe avec OC Modeling, une décision qu’elle considère comme son premier grand accomplissement.
En 2018, Anna Claire Clouds pose les bases de son empire personnel en lançant son site officiel, AnnaClaireClouds.com, ainsi que ArrcusModels.com, une plateforme destinée à son activité. Bien qu’ayant déjà rencontré du succès, elle cherche alors à élargir son audience et décide de collaborer avec Erika Icon et son équipe de The Rub PR pour renforcer sa visibilité. Février 2018 marque également son anniversaire, une occasion qu’elle saisit pour remercier ses abonnés et célébrer son parcours. Elle organise une série d’événements promotionnels sur son site et son Premium Snapchat, offrant à ses fans du contenu exclusif, dont les scènes Valentine’s Day BJ (publiée le 13 février) et Birthday Sex (publiée le 16 février). Pour attirer de nouveaux abonnés, elle met également en jeu un abonnement gratuit de six mois pour un membre tiré au sort.
En avril 2018, Anna Claire Clouds fait une apparition marquante à l’Exxxotica à Denver, où elle participe à son tout premier événement de ce type. Du 6 au 8 avril, elle signe avec Tremor, une marque de sextoys et sponsor de l’événement qui associe son nom à son sex-toy innovant de type « ride-on », comprenez « à cheval »,.
Elle se lance dans le webcamming en juin 2018, rejoignant la plateforme MyFreeCams sous le nom d'utilisateur « Anna_Clouds ». Elle y propose des shows en direct et y vend également des vidéos, des photos, ainsi que des produits dérivés. Les fans peuvent soutenir son travail en faisant des dons pour l'achat d'équipements comme une caméra Go-Pro, afin de produire des vidéos POV,. Au mois de juillet, Anna Claire Clouds reçoit deux nominations aux Inked Awards 2018 : Feature of the Year et Camgirl of the Year. Elle est nommée dans la catégorie Feature of the Year après avoir été Feature of the Month d'octobre 2017 d'Inked Angels, et a été sélectionnée par ses fans pour cette nomination. Pour la catégorie Camgirl of the Year où un jury déterminera la lauréate,.
En avril 2021, Anna Claire Clouds a été nommée « April Flavor of the Month » sur NubilesPorn.com, marquant un moment marquant dans sa carrière. Pour cette occasion, elle a été mise en avant dans une nouvelle scène intitulée April 2022 Flavor of the Month Anna Claire Clouds - S2:E9 qui fait partie de la série Step Siblings Caught.
En aout 2021, Anna Claire Clouds a été couronnée Cherry of the Month pour le mois d'août par Cherry Pimps. Chaque Cherry of the Month de 2021 reçoit un prix en argent de 500 $ ainsi qu'une journée de séance photo. Ces stars sont également en compétition pour le titre Cherry of the Year, qui inclut un autre prix en argent et des avantages supplémentaires, titre qu’elle remporte également en janvier 2022.
Anna Claire Clouds a été nommée, en juillet 2022, « Fantasy of the Month » sur Nubile Films, un titre qui a suivi son précédent honneur de « April Flavor of the Month »sur NubilesPorn.com. Cette distinction a été accompagnée d'une scène phare à trois, mettant en scène Anna Claire et deux autres acteurs, Will Pounder et Quinton James,.
Elle débute l’année 2023 en remportant les premiers prix de sa carrière lors de la 40e cérémonie des AVN Awards en remportant l’award de la meilleure scène de sexe à trois avec Anton Harden et Jazmin Luv dans Let’s All Be Friends et l’award de la meilleure scène de sexe en POV dans Manuel’s Fucking POV 14 avec Manuel Ferrara. La même année, elle tourne sa première scène anale pour Tushy une marque du groupe Vixen, ainsi qu’un premier film en réalité virtuelle pour VR Bangers. Elle participe également à la Angela White Showcase pour Brazzers, qu’elle décrit comme une expérience marquante.
En janvier 2024, Anna Claire est élue « Twisty’s Treat Of The Month » du mois de janvier pour le site Twists.com. Elle remporte deux autre prix en 2024, respectivement aux XBIZ Awards où elle remporte le prix de la « meilleure scène de sexe dans un court métrage » avec Codey Steele dans Polard Opposites, et au XRCO Awards où elle remporte le premier prix individuelle de sa carrière, à savoir le « Charlotte Stokely award de l’interprète lesbienne de l’année ».
C’est en janvier 2025 que sa carrière prends un nouveau tournant. En effet, elle remporte 4 récompense lors de la 42e cérémonie des AVN Awards, dont le préstigieux prix d’Interprète Féminine de l’année AVN. Elle remporte également le prix d’interprète de l’année aux XBIZ Awards, ainsi que le prix de la meilleure scène de sexe dans Anna Claire Clouds : Dark Side.

### Entrepreneuriat et projets personnels
En parallèle de sa carrière d’actrice, Anna Claire Clouds construit son propre empire à travers son site AnnaClaireClouds.com et sa société ArrcusModels.com. En février 2025, elle signe avec The Rub PR pour accroître sa visibilité et élargir son public.
Elle est également très active sur les plateformes indépendantes comme OnlyFans et AnnaClaireClouds.tv, où elle vend son propre contenu et réalise des live shows interactifs.
Clouds écrit et réalise ses propres scènes, mettant en avant son sens de la mise en scène. Un de ses projets notables est un « 4 vs. 1» réalisé avec Johnny Sins. Elle ambitionne de réaliser un showcase qui mettrait en valeur les compétences qu’elle a développées au fil des ans,.

## Style et réception
Réputée pour son engagement total dans ses rôles, Anna Claire Clouds a su gagner l'estime du public et des professionnels grâce à ses performances intenses et variées. Depuis son entrée dans l’industrie, elle a tourné pour les plus grands studios comme Brazzers, Jules Jordan Video, Elegant Angel et Tushy. Sa notoriété croît rapidement, notamment grâce à des performances acclamées qui lui valent des nominations et récompenses. Affiliée à l'agence Spiegler Girls, elle souligne l'importance de ses agents, Mark Spiegler et George Jiries, dans son parcours, affirmant qu'ils avaient cru en elle avant même qu'elle ne prenne pleinement conscience de son potentiel.

## Récompenses

### AVN Awards
2025 :
- Interprète Féminine de l'année
- Meilleure scène de sexe anal
- Meilleure scène de gang bang
- Meilleure performance solo/théâtre

2023 :
- Meilleure scène de sexe en trio
- Meilleure scène de sexe en POV

### XBIZ Awards
2025 :
- Interprète Féminine de l'année
- Meilleure scène de sexe

2024 :
- Meilleure scène de sexe dans un court métrage

### XRCO Awards
2024 :
- Charlotte Stokely award de l’interprète lesbienne de l'année